# 無頼伝 涯
『無頼伝 涯』（ぶらいでん がい）は、福本伸行による日本の漫画作品。

## 概要
冤罪に陥れられた少年・工藤涯の自らの無実の証明と更生施設「人間学園」からの脱獄までの闘い、真の自由と自立を追い求める姿を描く。
本作は福本が『熱いぜ天馬!』以来、久しぶりに『週刊少年マガジン』に挑戦した作品で、内容は、少年犯罪・監禁・矯正など、少年誌では表現の難しいテーマを扱っており、格闘や脱走などアクションシーンを多分に盛り込むなど、今までの福本作品とは一線を画している。
だが、その甲斐もなく結局は1年未満で打ち切られることとなり、福本自身も「読者の心情を読めず、不人気の末に打ち切られた失敗作である」と認め、その原因については展開が遅すぎたためと分析している。
2011年10月28日に新装版がKCDX（B6版）として刊行された。

## 登場人物

### 主要人物
工藤 涯（くどう がい）
本作の主人公。中学3年生の14歳。顔の右半分を覆う稲妻状の火傷痕が特徴。天性の格闘センスと自己鍛錬により、人間の認識速度を上回るパンチを繰り出すことができる。
生まれて間もない頃から孤児として養護施設で育ってきた。中学生になると、親に養われながら好き勝手に生きる同級生を軽蔑し他人の庇護下で生きることを嫌い、そして施設の世話になっている自分に苛立つ日々を送っていた。自立を志し町を彷徨っていたところ、不動産に居座り立退き料を迫る占拠屋の池田に買われ、廃屋に一人自由に10ヶ月間暮らす。しかし、厳しい現実に直面しそこで起こした騒動によって居場所を失ったところ、富豪・平田に利用され殺人の濡れ衣を着せられる。逃亡の末に投降した涯は、「人間学園」に入所することになる。
人間学園に服従することを極端に嫌って散々痛めつけられるが、自身の生存と打倒平田を目指し続ける。二度目の脱走に成功した際、危機に陥ったところを小川に救われる。このことが、「人間は時として誰かの助けが必要」であることを実感することになり、自分のこれまでの生き方や考え方を改めることになる。
最終的には奴隷化された人間学園の生徒たちに「外に出られる希望」を伝播し、人間学園の脱出に成功すると同時に、冤罪が認められ、人間学園の生徒から解放されることになる。
安部守宏（あべ もりひろ）
本作の裏主人公。飯田橋警察署の警部・生活安全課に所属。年齢は50歳間近。
逃亡中の涯と対峙し眼球を潰されそうになるが、「お前は無力だ」「本当に無実だと言うなら証明して見せろ」などと説得し、投降させることに成功する。違法業者と癒着し、ノミ屋の博打にはまって借金を重ね、別れた子供への養育費も滞らせるなど散々な生活を送っていた。
逮捕後は報道内容から涯が冤罪を着せられたと確信し、それを元に平田から大金を得ようと涯に協力する。最終回では脱獄に成功した涯と再会し、平田の父・隆鳳の殺害の証拠を渡され、直接的な描写はないものの平田の逮捕に成功したことを示唆した。
出版された単行本に「阿部」と名前を誤植されたことがある。

### 人間学園の関係者
平田（ひらた）
本作の黒幕。鳳臨グループ会長で当主と思われる平田隆鳳（肉親からは「爺様」と呼ばれる）の息子で、人間学園の所長。
妻と2人の息子がおり、次男の貴行（たかゆき）は涯の中学校での同輩。隆鳳を殺害し、その後家族と共謀することでその罪を涯に擦り付けた。
涯の計略で、隆鳳を殺害したことを自白する音声を、安部宅の留守番電話へ録音されたことで、涯の冤罪を立証するひとつの証拠になった。
澤井（さわい）
「人間学園」における実質的な責任者（役職は課長）。
人間になるための教育と称し、非行少年に（ゴム弾の）銃弾や電撃リンチを浴びせ、「犬の部屋」で四つん這いの姿勢を強要するなど、常軌を逸した過酷な体罰を学園の生徒に処す。また毒物に詳しく、必要に応じてそれを使って生徒に拷問を加えているようである。「我々がやらねば誰がやる」という強固な信念の元、更生（実質的には洗脳）するか、さもなくば死ぬかを生徒次第で決めている。
性格は冷酷だが、同時に人間臭い部分も持ち合わせている。涯が二度目の脱走に成功し、平田にそれが発覚しそうになると、生徒を犠牲にして助かろうと保身に走り出す。
小川（おがわ）
涯と同時期に「人間学園」へ入学させられた気弱そうな少年。
学園からの二度目の脱走を試みる涯と行動を共にする。
最終回では傷ついた涯を支えるなど優しくも力強い一面を見せる。
石原（いしはら）
涯と同時期に「人間学園」へ入学させられた少年。
最初に澤井と面談した時に、反抗した涯以外は部屋から出ろという澤井の命令に逆らうなど、芯が強く思いやりのある人物である。
「犬の部屋」から涯と共に脱走し、途中で別れた後に山中で捕まり、澤井達に毒物注射などの拷問を受ける。後に、涯と小川に救出され、共に人間学園を脱出しようと試みる。
倉田（くらた）
暴走族上がりの少年。涯と同期。
涯と共に児童相談所から人間学園に送られる際に、見せしめとして人間学園の教官からゴム弾装備のグレネードランチャーで左足を撃たれる。
木島幸男（きじま ゆきお）
人間学園の生徒。涯と同期。出っ歯と雀斑が特徴。
1人の少年を苛め抜いて不登校に追いやり、さらに追い討ちをかけるように暴行を繰り返したという。そのような非行を繰り返しておきながら、犬の部屋の待遇に人権侵害を主張したため澤井の怒りを買い、電撃による制裁を受ける。
眼鏡の男
氏名不明。人間学園の生徒で涯達の先輩。倉田達に脱走の無意味や欲をなくすことを論する。

### その他
池田貴行（いけだ たかゆき）
競売物件に巣食って立退き料を巻き上げることを生業とする人物。
涯と利害が一致したため身元引受人（保護者）になり、競売物件に居座らせた。涯が立ち退かせ屋を暴力で追い返したために報復を受け、占拠を破棄せざるを得なくなって涯に出て行くよう通告する。
栗田（くりた）
飯田橋警察署の捜査一課の刑事。
平田隆鳳殺人事件の担当で平田と共謀し、涯の無実の証拠を掴もうとした安部の邪魔をする。
外国人
氏名不明。平田家の近所に住む陽気な黒人。偽造ビデオの作成に協力したため平田から300万円をもらい、その金を妹の入院費に使う。平田が安部が調査に入っていることを知ると引越しを命じに家に行くが、その後彼の部屋でビデオのミスに気づいたため栗田にビデオ回収の電話を送る。

## 用語
人間学園
本作の主要舞台。東京から離れた、とある孤島に建てられた少年更生施設。創立者は平田。
その実態は、職員は（殺傷能力はないが）銃器を平然と利用し、洗脳教育によって社会や権力者に従順な人間にすること、時には事故を装って抹殺することを目的とする監獄である一方、将来有望な権力者の子弟が犯罪を犯した際、彼らを保護すべくその罪を着せられた者を収容する施設でもある。ただし、そうした人間は収容者全体のわずかな割合であるとされる。

## 単行本
少年マガジンコミックス（講談社、全5巻）
1. 2000年7月発売 ISBN 978-4063128642
2. 2000年8月発売 ISBN 978-4063128727
3. 2000年12月発売 ISBN 978-4063129168
4. 2001年2月発売 ISBN 978-4063129366
5. 2001年3月発売 ISBN 978-4063129526

少年マガジンコミックスデラックス（講談社、全4巻<新装版>）
1. 2011年10月28日発売 ISBN 978-4063761344
2. 2011年11月17日発売 ISBN 978-4063761481
3. 2011年12月16日発売 ISBN 978-4063761719
4. 2012年1月17日発売 ISBN 978-4063761832

- 単行本は全5巻、少年誌としては珍しく著者コメントやあらすじ解説は掲載されていない。
- また、講談社プラチナコミックス（KPC）としてコンビニコミック版が2005年に全4巻、2008年、2009年には全2巻で発売された。なお、コンビニコミック版では一部の個人名などを除いて振り仮名が削除されている。
- 2011年に新装版が発売されたが、上記のKPC版の版を使用しているため、振り仮名は削除されたままである。